# 메르카도리브레
메르카도리브레(MercadoLibre, Inc., 스페인어로 문자 그대로 "자유 시장", 포르투갈어: Mercado Livre)는 우루과이 몬테비데오에 본사를 두고 미국 델라웨어주에 법인을 두고 전자 상거래 및 온라인 경매 전용 온라인 마켓플레이스를 운영하는 아르헨티나 회사이다. 2016년 기준 메르카도리브레는 라틴 아메리카에서 1억 7,420만 명의 사용자를 보유하고 있으며 방문자 수 기준으로 이 지역에서 가장 인기 있는 전자상거래 사이트가 되었다. 이 회사는 아르헨티나, 볼리비아, 브라질, 칠레, 콜롬비아, 코스타리카, 도미니카 공화국, 에콰도르, 엘살바도르, 과테말라, 온두라스, 멕시코, 니카라과, 파나마, 파라과이, 페루, 우루과이 및 베네수엘라에 사업장을 두고 있다. 2023년 타임은 세계에서 가장 영향력 있는 100대 기업 목록에 메르카도리브레를 포함시켰다.